# Zwönitz
Zwönitz är en stad  i Landkreis Erzgebirgskreis i förbundslandet Sachsen i Tyskland. Staden har cirka 12 000 invånare.
Kommunen ingår i förvaltningsområdet Zwönitz tillsammans med kommunen Elterlein.

## Geografi
Staden ligger cirka 25 km från Chemnitz och 30 km från Tjeckien.